# プロレスWリーグ 血ぬられた王者
『プロレスWリーグ 血ぬられた王者』（プロレスダブリューリーグ ちぬられたおうじゃ）は、1968年6月15日に公開されたプロレスを題材とする日本のドキュメンタリー映画。東映東京撮影所製作、東映配給。白黒映画。
野田幸男の監督デビュー作ながら、ドキュメンタリーを強調するため、封切時のポスターには野田の名前は明記されなかった。
東映で一年後輩の内藤誠は、「私も自分の意志とは関係なく、会社の事情で『これがベトナム戦争だ!』を野田真吉との共同監督でデビューしているため、野田氏も本番を撮らせるに当たり、東映が小手調べとして野田氏に監督デビューをさせたのではないか」と述べている。
力道山率いる日本プロレスが1959年から開催したプロレスの祭典・ワールドリーグ戦のうち、1968年の第10回大会でのジャイアント馬場対キラー・コワルスキー戦を中心に、シリーズ初期での力道山の活躍、豊登、吉村道明らの活躍と、スターになった馬場の素顔などを追う。 	

## スタッフ
- 監督：野田幸男
- 監修：日本プロレス
- 企画：秋田亨
- 撮影：橋武
- 録音：加瀬寿士

## キャスト
- 力道山
- ジャイアント馬場
- 豊登
- 吉村道明

## 製作
併映の東映1968年夏の超大作『荒野の渡世人』（主演：高倉健・監督：佐藤純彌）の組み合わせ（併映）には、同年春の段階まで梅宮辰夫主演作を予定していたが、『荒野の渡世人』が"ヤマトダマシイ"を強調した内容であるため、急遽、外人レスラーをやっつけるジャイアント馬場の記録（映画）を併映した方が良いと、梅宮の映画を押し出して本作が急ぎ製作された。プロレスのワールドリーグが10周年を迎え、馬場が読売巨人軍の投手からプロレスに転向して、ワールドチャンピオンになるまでの過程をドラマチックに描こう、併せてワールドリーグの発展を綴るというコンセプトが打ち出された。

## 同時上映
荒野の渡世人
- 主演：高倉健
- 監督：佐藤純彌